# 烏尼區
57°45′N 51°29′E / 57.750°N 51.483°E
烏尼區（俄语：Унинский район），是俄羅斯的一個區，位於該國西部，由基洛夫州負責管轄，面積2,130平方公里，2010年該地區人口9,178，人口密度每平方公里4.31人。